# 78578 Donpettit
78578 Donpettit este un asteroid din centura principală de asteroizi.

## Descriere
78578 Donpettit este un asteroid din centura principală de asteroizi. A fost descoperit pe 14 septembrie 2002 la Observatorul Palomar de Robert D. Matson. Asteroidul prezintă o orbită caracterizată de o semiaxă mare de 2,58 ua, o excentricitate de 0,04 și o înclinație de 3,0° în raport cu ecliptica.